# DNG/DCL
DNG/DCL — броньована ремонтно-евакуаційна машина виробництва компанії Nexter.
Машина базується на шасі танка AMX-56 Leclerc. Корпус DNG/DCL довший за танк Leclerc, тому її ходова частина має сім опорних котків замість шістьох. В цілому конструкція помітно відрізняється від танка, оскільки ремонтна машина має кран на передній правій стороні, відсік для екіпажу на передній лівій стороні та місце в задній частині для зберігання знятого з ремонтованого танка двигуна.
DNG/DCL розроблені для французької армії як заміна аналогічним машинам AMX-30D. Компанія Nexter створила цю машину під назвою DNG (фр. Dépanneur Nouvelle Génération, що значить «ремонтник нового покоління»), французька армія ж використовує абревіатуру DCL (фр. Dépanneur du Char Leclerc, «ремонтний танк Leclerc»).
Основним завданням машини є евакуація танків вагою понад 50 тонн із зони бойових дій. Крім того, вона використовується для ремонту танків завдяки своєму крану, який здатний перевернути танк, і може виконувати функції інженерної машини, заради чого обладнаний відвалом.

## Обладнання

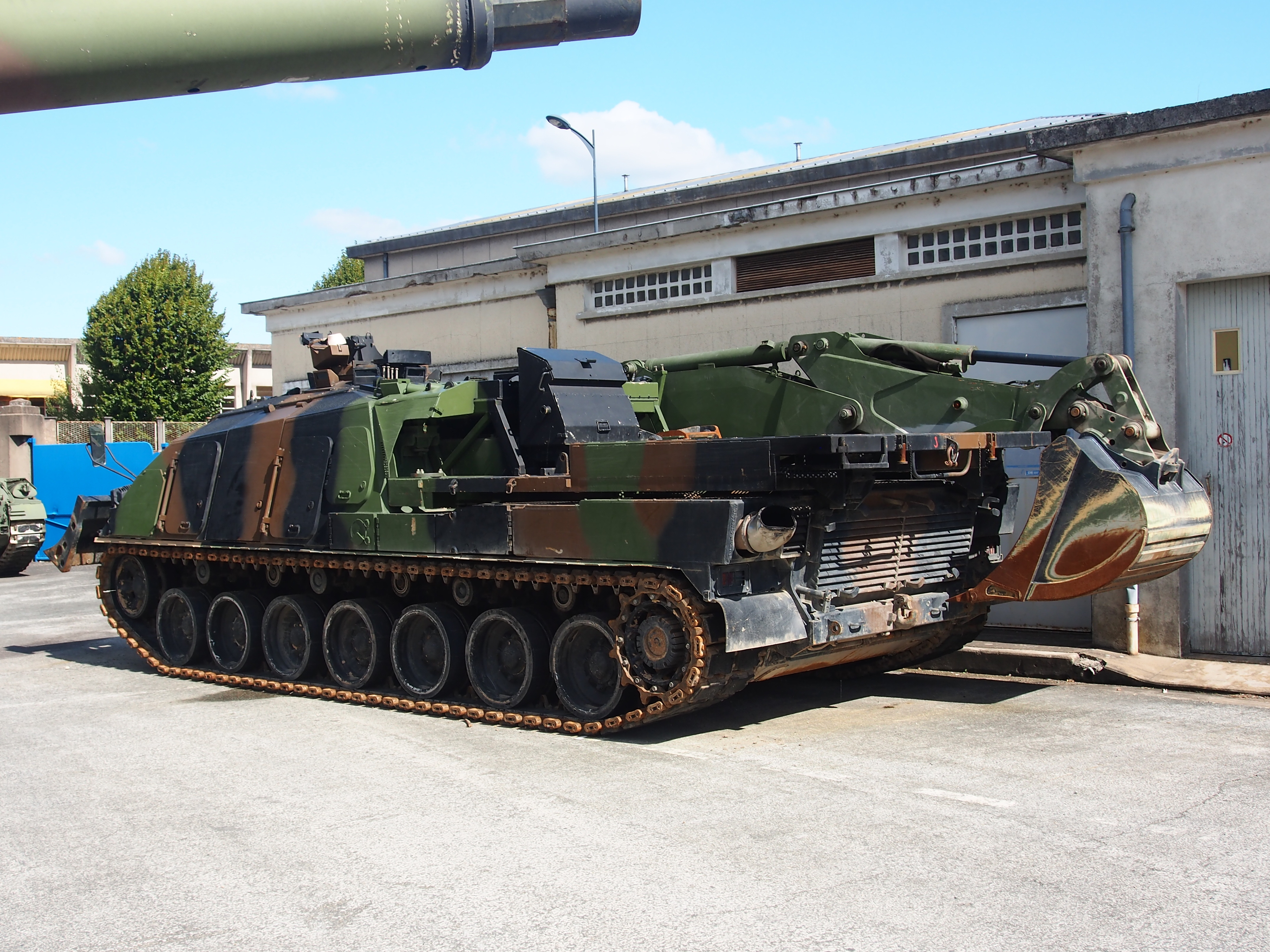
Музей бронетехніки в Сомюрі (Сомюр), 2013 рік.

Якщо не зазначено інше, дані взято з офіційного сайту армії Франції:
- Основна лебідка, розташована у передній частині. Довжина тросу 180 м (діаметр 33 мм), тягове зусилля 35 т, 105 тонн з використанням другого шківа.
- Вторинна лебідка: довжина тросу 230 м, тягове зусилля 1,5 т.
- Кран для зняття двигуна та башти, встановлений з правого боку машини. Вантажність 30 т, максимальний діапазон повороту 270°, кут підйому 70°, максимальна висота піднятої стріли 7,7 м.
- Бульдозерний відвал шириною 3,4 м.
- Комплект для розмінування, що складається з вищезгаданого відвалу, пристрою маркування розмінованого коридору та електромагнітного пристрою для підриву магнітно-реактивних мін.
- Дизельний генератор.
- Гранатомети для встановлення димової завіси.
- Командирський люк озброєний кулеметом калібру 12,7 мм.

## Оператори
- Франція — станом на 2020 рік на озброєнні французької армії перебували 18 DNG/DCL. Одна з цих машин була доставлена на південь Лівану для підтримки 13 танків Leclerc у складі миротворчих сил ООН[2].
- ОАЕ — експлуатують 46 DNG/DCL.